# Pentossaea brachystachya
Pentossaea brachystachya là một loài thực vật có hoa trong họ Mua. Loài này được (DC.) Judd mô tả khoa học đầu tiên năm 1989.